# Chiesa di San Cristoforo (Bettolle)
La chiesa di San Cristoforo è il principale luogo di culto cattolico di Bettolle, frazione di Sinalunga, in provincia di Siena, sede dell'omonima parrocchia appartenente alla diocesi di Montepulciano-Chiusi-Pienza, che al 21 luglio 2022 è unita in persona episcopi all'arcidiocesi di Siena-Colle di Val d'Elsa-Montalcino.

## Storia e descrizione

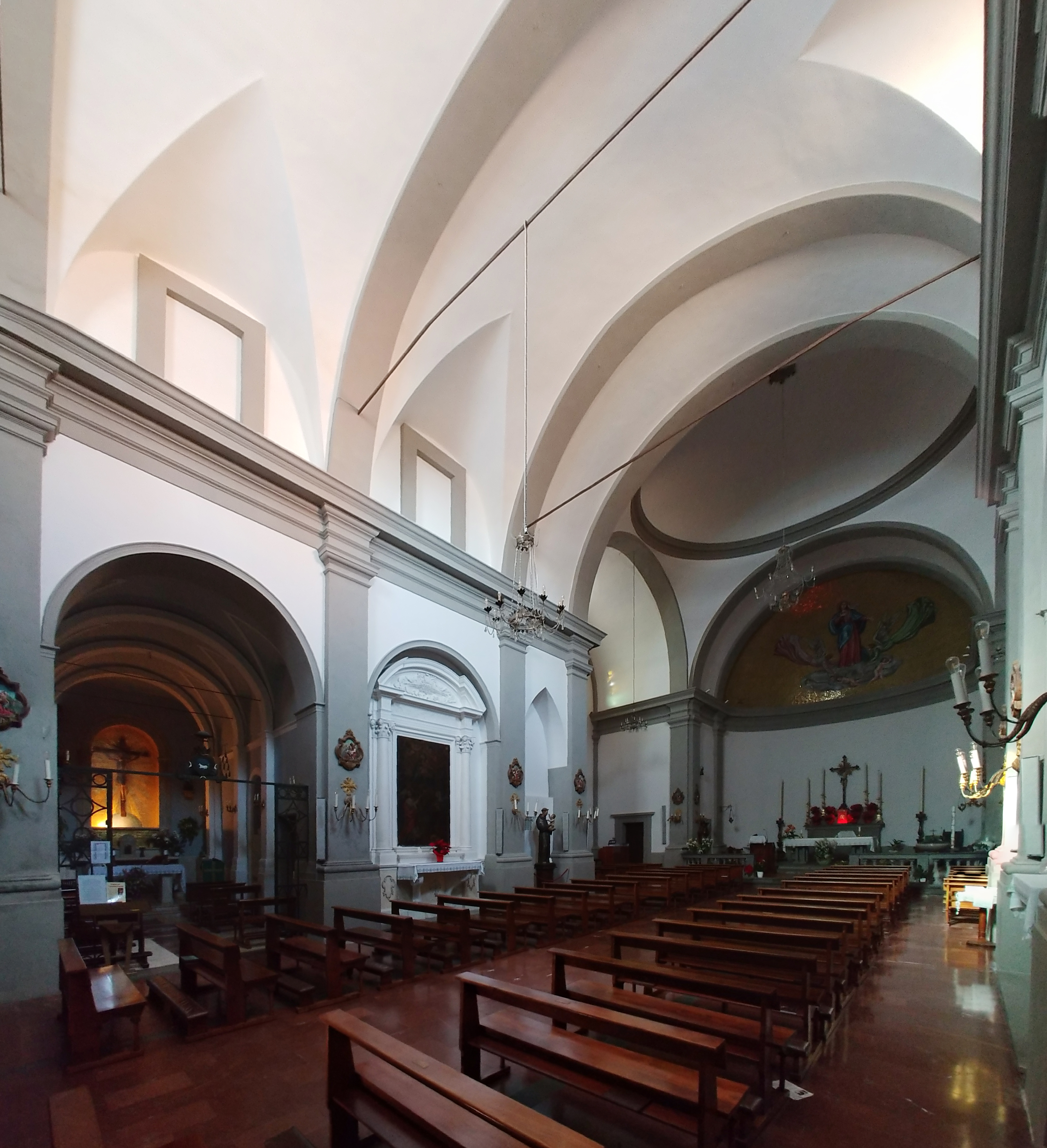
Interno

L'attuale chiesa sorge in luogo della più antica pieve di Santa Maria Assunta, documentata fin dal 1041; l'edificio odierno è il frutto di notevoli rimaneggiamenti ed ampliamenti terminati nel 1834, ricostruita sulle basi di un'antica pieve.
Esternamente la chiesa presenta un paramento murario in mattoni a vista ed è caratterizzata dal tiburio ottagonale che si eleva sulla crociera e dalla torre campanaria, con terminazione piramidale. La facciata, preceduta da una scalinata, è a capanna, delimitata da paraste angolari; al centro di essa si aprono il portale e un grande finestrone ad arco ribassato.
L'interno è a croce latina, ad unica navata di quattro campate coperta con volta a botte lunettata e altari laterali in stucco del 1845, transetto sporgente ed abside semicircolare, nel cui catino vi è un mosaico del 1973 raffigurante la Madonna Assunta. Nella seconda campata della navata, a sinistra, si apre la profonda cappella del Crocifisso, ornata da 12 formelle bronzee dello scultore Nado Canuti (1987). All'incrocio dei due corpi ortogonali quattro archi a tutto sesto danno vita ad altrettanti pennacchi su cui si imposta la cupola semisferica, priva di tamburo e lanterna. Nel braccio destro del transetto vi è l'altare dedicato al Sacro Cuore di Gesù, realizzato nel 1898 in terracotta smaltata e dipinta. Fra le opere pittoriche custodite nella chiesa vi sono:
- Martirio di San Felice di scuola senese, XVII secolo (primo altare di destra);
- Madonna del Rosario tra i santi Caterina da Siena, Domenico di Guzman e Ludovico re di Sebastiano Filli, XVII secolo (secondo altare di destra);
- Madonna del Carmine tra le sante Margherita da Cortona e Caterina d'Alessandria attribuito a Giuseppe Nicola Nasini, XVII-XVIII secolo (altare di sinistra);
- San Pietro orante attribuito a Bernardino Mei, XVII secolo (quarta campata della navata, già in presbiterio);
- Madonna col Bambino tra due santi, affresco di pittore umbro-senese del XV secolo pertinente alla chiesa antica (transetto di sinistra).

Sulla cantoria in controfacciata si trova l'organo a canne della ditta Chichi, risalente alla seconda metà del XX secolo; a trasmissione elettrica, dispone di 19 registri distribuiti su due manuali e pedale.